# József Madarász

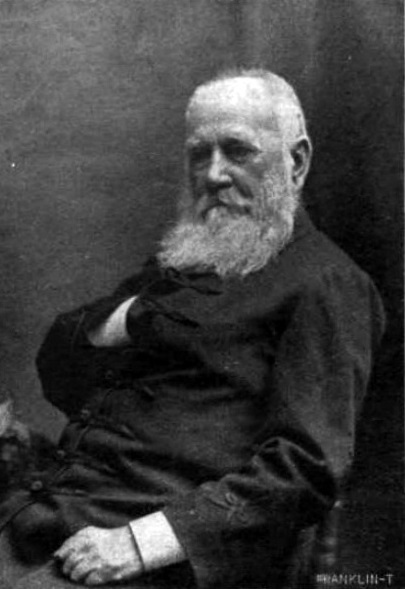
József Madarász

József Madarász de Kisfalud (Nemeskisfalud, 27 augustus 1814 – Kispest, 31 januari 1915) was een Hongaars advocaat en politicus, die van 1898 tot 1899 de functie van voorzitter van het Huis van Afgevaardigden waarnam. Hij was afgevaardigde in de Hongaarse Landdag van 1832 tot 1836. Hij was lid van het Huis van Afgevaardigden van 1848 tot aan zijn dood in 1915, buiten de periode tussen 1848 en 1867, toen het Huis van Afgevaardigden niet werd bijeengeroepen.
Hij werd geboren in een calvinistische familie, als zoon van rechter Gedeon Madarász en Zsófia Tóth.
In 1861 was hij lid van de Resolutiepartij, van 1863 tot 1867 van de partij Linkercentrum. Van 1868 tot 1870 was hij lid van de Partij van 1848 en nadien van de Partij van de Onafhankelijkheid en '48 tot aan zijn dood.